# Hans Haller
Hans Haller (Lautrach, 1505 – Augusta, 27 agosto 1547) è stato un orafo tedesco.

## Biografia

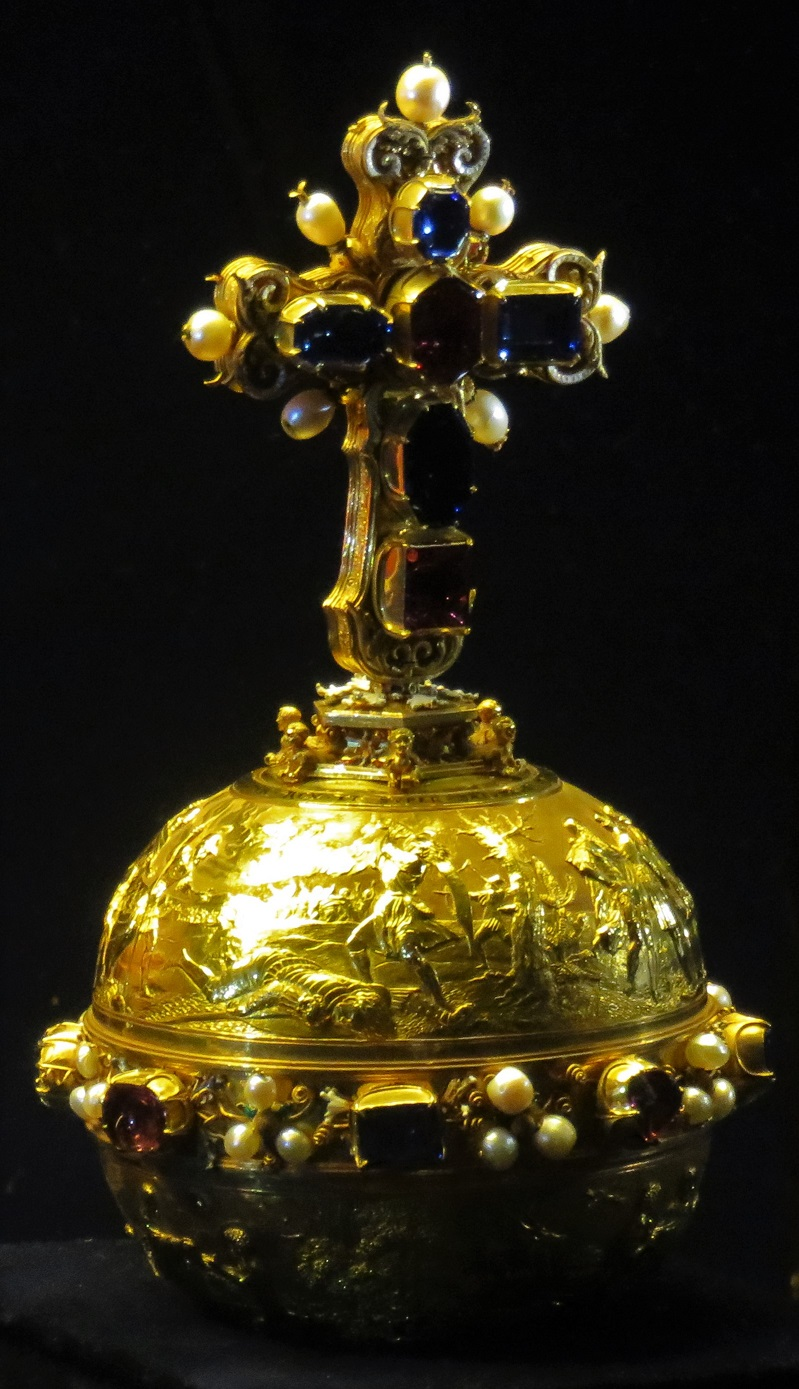
Il globo dei re di Boemia (Hans Haller, 1533–1534)

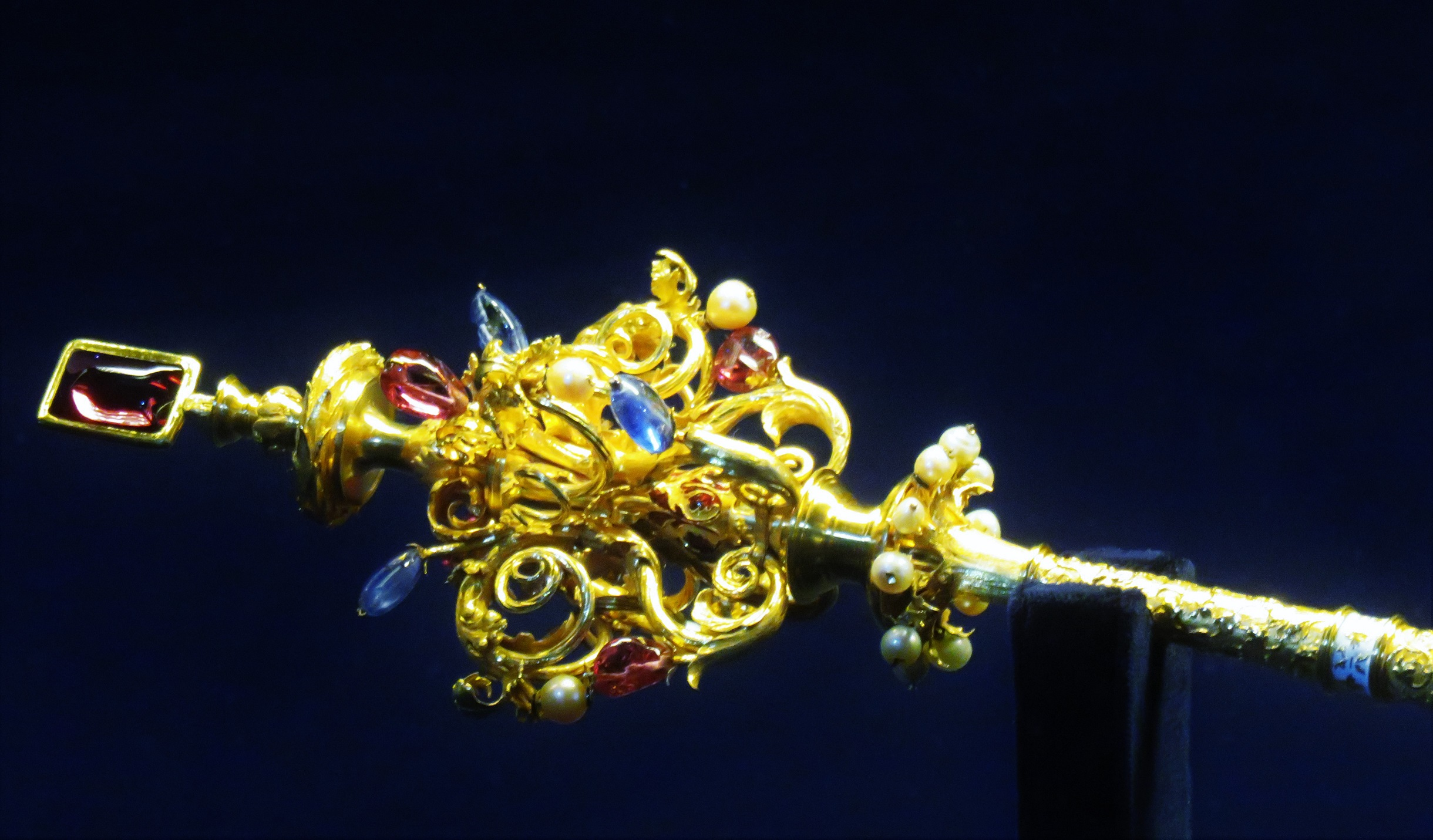
Lo scettro dei re di Boemia (Hans Haller, 1533–1534)

Hans Haller (della nota dinastia degli Haller von Hallerstein) nacque nel 1505 a Lautrach. Suo padre era con tutta probabilità Kaspar Haller. Ancora giovanissimo fu impiegato come orafo, divenendo in seguito dapprima membro e poi consigliere della camera di commercio di Augusta tra il 1541 e il 1547.
La sua bravura nell'arte orafa, gli valse commissioni di grande rilievo e realizzazioni di gioielli preziosi. Hans Haller è famoso soprattutto per aver lavorato per Ferdinando I d'Asburgo il quale, come re di Boemia dal 1526 (prima ancora di essere incoronato imperatore) commissionò all'orafo di Augusta l'esecuzione di una corona, di un globo e di uno scettro. Ad oggi la corona originale, consegnata nel 1534 da Hans Haller al re Ferdinando, è andata perduta, mentre gli storici Beket Bukovinská e Lubomír Konecný ha identificato lo scettro ed il globo come quelli conservati ancora oggi nel tesoro della corona della cattedrale di San Vito a Praga. Lo scettro misura 67 cm e pesa 1013 grammi; è decorato con quattro zaffiri, cinque spinelli e 62 perle in tutto. Il globo reale pesa 780 grammi ed è alto 22 cm; presenta delle scene in rilievo con tratti della vita di Adamo e del re David.
Realizzò dei gioielli anche per Anna Jagellone, regina di Boemia.

## Matrimonio e figli
Hans Haller sposò ad Augusta il 7 aprile 1528 Ursula Pfefferl. Della coppia è noto un figlio, Nikolaus Haller, che fu fattore per i Fugger a Genova, Milano ed in Spagna.